# هورتنس شنايدر
هورتنس شنايدر (بالفرنسية: Hortense Schneider)‏ هي مغنية أوبرا وممثلة فرنسية، ولدت في 30 أبريل 1833 في بوردو في فرنسا، وتوفيت في 6 مايو 1920 في باريس في فرنسا.